# Unchehara
Unchehara là một thị xã và là một nagar panchayat của quận Satna thuộc bang Madhya Pradesh, Ấn Độ.

## Nhân khẩu
Theo điều tra dân số năm 2001 của Ấn Độ, Unchehara có dân số 16.662 người. Phái nam chiếm 52% tổng số dân và phái nữ chiếm 48%. Unchehara có tỷ lệ 65% biết đọc biết viết, cao hơn tỷ lệ trung bình toàn quốc là 59,5%: tỷ lệ cho phái nam là 74%, và tỷ lệ cho phái nữ là 54%. Tại Unchehara, 16% dân số nhỏ hơn 6 tuổi.